# Tercer núcleo intersticial del hipotálamo anterior
El tercer núcleo intersticial del hipotálamo anterior (NIHA-3 o INAH-3 por sus siglas en inglés) es el núcleo sexualmente dimórfico del área preóptica medial en humanos. El NIHA-3 es uno de los núcleos del encéfalo que presenta diferencias entre hombres y mujeres, lo que se conoce como dimorfismo sexual. Esté núcleo tiene un mayor tamaño en hombres que en mujeres independientemente de la de edad. Además es más grande en hombres heterosexuales que en hombres homosexuales y mujeres heterosexuales.
 
Hay núcleos homólogos al NIHA-3 que tienen una función directa en el comportamiento sexual en monos rhesus, 
codornices, ovejas 
y ratas

## Investigación
El término NIHA (núcleo intersticial del hipotálamo anterior) fue propuesto en primer lugar en 1989 por un grupo de la Universidad de California en Los Ángeles. Este término refiere a cuatro grupos celulares del área preóptica del hipotálamo anterior del encéfalo humano (APO-HA).

El área preóptica es una estructura del hipotálamo implicada en la secreción de gonadotropinas, el comportamiento maternal y el comportamiento sexual en muchas especies de mamíferos.

En el APO-HA hay cuatro núcleos principales nombrados como NIHA 1-4. El tercer núcleo, NIHA-3, presenta diferencias entre machos y hembras, siendo hasta 2.8 veces mayor en el encéfalo de machos que en el de hembras independientemente de la edad.
Un estudio publicado por Simon LeVay en la revista Science sugirió que NIHA-3 es un importante sustrato biológico para la orientación sexual. Este estudio encontró que el NIHA-3 tiene menor tamaño de media en hombres homosexuales en comparación con hombres heterosexuales y, de hecho, encontró aproximadamente el mismo tamaño en hombres homosexuales y mujeres heterosexuales.
 
Estudios posteriores encontraron que el NIHA-3 ocupaba un menor volumen en hombres homosexuales debido a una mayor densidad (en número de neuronas por milímetro cúbico) en el NIHA-3 que los hombres heterosexuales pero no encontraron diferencias en el área de las neuronas del NIHA-3. Esto estudios han sido criticados por utilizar pacientes con VIH, sin embargo mostraron que no hay un efecto en la infección por VIH en el tamaño de NIHA-3, es decir, que esta infección no afectaba a sus resultados entre hombres homosexuales y heterosexuales.
LeVay hipotetizó que había tres posibilidades que podrían estar explicando sus hallazgos: 
1. Las diferencias estructurales en NIHA-3 entre hombres homosexuales y heterosexuales estarían presentes desde el desarrollo prenatal o en el desarrollo posnatal temprano estableciendo de forma temprana las posteriores diferencias en la orientación sexual de los hombres;
2. Las diferencias aparecen después del nacimiento como resultado de los sentimientos sexuales de los hombres o su comportamiento y;
3. las diferencias en NIHA3 y la orientación sexual están enlazadas a una tercera variable (como un acontecimiento del desarrollo prenatal o la vida temprana) que afectaría a ambas variables.

Aunque el apoyo no proviene de estudios en humanos, estudios en otras especies han mostrado apoyo indirecto a la primera hipótesis de LeVay por lo que pensó que la primera posibilidad era la más probable y que la segunda no encaja en vista de los resultados obtenidos en núcleos homólogos de otras especies. En ratas se ha demostrado que el núcleo sexualmente dimórfico del área preóptica medial, (NSD-APO; homólogo al NIHA-3) aparece durante el periodo de sensibilidad perinatal a testosterona a consecuencia de la dependencia de sus células a los andrógenos circulantes, ofreciendo apoyo indirecto a su primera hipótesis. Después de este periodo ni siquiera la castración tiene casi efecto en el tamaño del núcleo, lo que no apoya su segunda hipótesis de que los eventos posnatales podrían afectar al tamaño del núcleo.
Otras investigaciones han correlacionado el volumen del NIHA-3 con otros aspectos de la identidad sexual. Un estudio en transexuales realizado por el neuroanatomista Dick Swaab encontró que las mujeres transexuales (individuos nacidos con genitales de hombre que transicionan a mujer) tienen un tamaño y número de neuronas en el NIHA-3 parecido a aquel usual en mujeres cisgénero y que el NIHA-3 de los hombres transexuales (individuos nacidos con genitales de mujer que transicionan a hombre) es similar al usual en hombres cisgénero.
Este descubrimiento de que el tamaño del NIHA-3 corresponde con el género con el que se identifican los sujetos más que con su género biológico o cromosómico ha sido replicado pero aún permanece controvertido debido a los potenciales confusiones provenientes de la terapia de reemplazo hormonal.